# Expedit
Wanzl Nordic (indtil 2023 Expedit)  er en dansk aktieselskab med hovedsæde i Hadsten, der driver virksomhed med udvikling og salg af butiksløsninger til detailhandlen (indgangssystemer, kundevogne, inventarsystemer, kassediske m.v.) Selskabet er endvidere distributør af produkter fra virksomheden Wanzl. Selskabet har siden 1986 været noteret på Københavns Fondsbørs. Expedit blev i 2017 en del af Wanzl Group og skiftede pr. 12. oktober 2023 navn til Wanzl Nordic. 
Expedit beskæftiger 320 medarbejdere i Danmark, Sverige, Norge, Finland og Letland. Expedit-koncernen består af
- Expedit a/s i Danmark og Finland
- Expedit AB i Sverige
- Expedit Norge AS i Norge
- Expedit Baltic SIA i Letland

## Historie
Virksomheden blev grundlagt i 1952 af Elvin Petersen.

## Eksternt link
- Firmaets hjemmeside Arkiveret 29. august 2011 hos  Wayback Machine
- https://wanzl.com/da_DK